# Brooke Marie Bridges
Brooke Marie Bridges, née le 5 août 1991 à Los Angeles, Californie, est une actrice américaine.

## Carrière
Elle est surtout connue pour avoir joué Claire Sawyer dans la série télévisée Ned ou Comment survivre aux études,
et dans le soap Les Feux de l'amour dans le rôle de Lily Winters.

## Filmographie

### Cinéma
- 1997 : A Devil Disguised : La petite fille #2
- 1998 : Susan a un plan (Susan's Plan) : Laura
- 1999 : Fraternity Boys : Matese
- 1999 : L'Anglais (The Limey) : Une actrice
- 2000 : Building Bridges : La petite fille #1

### Télévision
- 1998 : La rage de survivre (Always Outnumbered) (Téléfilm) : Winnie M'Shalla
- 1998 : Dingue de toi (Mad About You) (Téléfilm) : Brooke
- 1999 : Les Anges du bonheur (Touched by an Angel) (Série TV) : Molly
- 1996 - 1998 2000 - 2002 : Les Feux de l'amour (The Young and the Restless) (Série TV) : Lily Winters
- 2002 : First Monday (Série TV) : Louise Jones
- 2002 : Washington Police (Série TV) : Hailey
- 2004 : LAX (Série TV) : Sofia DeSouza
- 2004 - 2007 : Ned ou Comment survivre aux études (Ned's Declassified School Survival Guide) (Série TV) : Claire Sawyer